# Champ de London
 (février 2021).
Si vous disposez d'ouvrages ou d'articles de référence ou si vous connaissez des sites web de qualité traitant du thème abordé ici, merci de compléter l'article en donnant les références utiles à sa vérifiabilité et en les liant à la section « Notes et références ».
Dans un supraconducteur, les électrons de valence sont libres de leur mouvement, en fait tellement libres qu'à l'intérieur d'un agrégat, ils se comportent comme un superfluide, non sujet à la friction. En conséquence, lors de la rotation du supraconducteur autour de son axe de symétrie, les électrons demeurent au repos, alors que tournent les atomes chargés positivement. Selon la loi d'Ampère (des charges en mouvement créent un champ magnétique), il en résulte la création d'un champ  magnétique appelé un champ de London.